# Ramsgill
Ramsgill – wieś w Anglii, w hrabstwie North Yorkshire, w dystrykcie (unitary authority) North Yorkshire. Leży 53 km na zachód od miasta York i 314 km na północ od Londynu.